# Офаненго
Офаненго (итал. Offanengo) је насеље у Италији у округу Кремона, региону Ломбардија.
Према процени из 2011. у насељу је живело 5759 становника. Насеље се налази на надморској висини од 82 м.

## Становништво
Према резултатима пописа становништва 2011. у општини је живело 5.869 становника.
| 1931. | 1936. | 1951. | 1961. | 1971. | 1981. | 1991. | 2001. | 2011. |
| ----- | ----- | ----- | ----- | ----- | ----- | ----- | ----- | ----- |
| 2.998 | 3.079 | 3.308 | 3.252 | 3.959 | 4.809 | 5.158 | 5.511 | 5.869 |